# Kopalnia Węgla Kamiennego „Borynia-Zofiówka-Bzie”
Kopalnia Węgla Kamiennego Borynia-Zofiówka-Bzie – kopalnia węgla kamiennego Borynia-Zofiówka została utworzona 1 stycznia 2013 r. decyzją Zarządu Jastrzębskiej Spółki Węglowej S.A.. Od 1 stycznia 2023 r. nosi nazwę Kopalnia Węgla Kamiennego Borynia-Zofiówka-Bzie.
Kopalnia „Borynia” była budowana w latach 1962 – 1971, a jej uroczyste uruchomienie nastąpiło 4.12.1971 r. Złoże KWK „Borynia” znajduje się na terenie gmin Mszana, Świerklany, Pawłowice oraz miasta Jastrzębie-Zdrój. Kopalnia graniczy: od zachodu z KWK „Jas-Mos”, od północy z Ruchem „Zofiówka”, od wschodu z KWK „Pniówek”. Z dniem 1 kwietnia 1993 r. kopalnia stała się Zakładem Jastrzębskiej Spółki Węglowej S.A. Kopalnia „Borynia” od początku wydobycia tj. od 1972 roku wydobyła 80 mln ton węgla (netto) oraz wydrążyła 773 km wyrobisk korytarzowych. Na koniec 2011 załoga kopalni liczyła 3484 pracowników.
Kopalnia „Zofiówka” była budowana w latach 1962 – 1969 na terenie osiedla robotniczego Dębina w Jastrzębiu Górnym. W 1993 r. Kopalnia weszła w skład JSW. W sierpniu 2009 w kopalni rozpoczęła się eksploatacja pierwszej w Polsce w pełni zautomatyzowanej ściany strugowej. W 2010 w ramach zagospodarowania i udostępnienia nowego złoża „Bzie-Dębina” rozpoczęto prace przy budowie szybu Bzie I, który jest największą inwestycją w polskim górnictwie od ponad 20 lat. Głębienie szybu zakończono 10 października 2016.

Ruch „Bzie” w lipcu 2007 roku rozpoczęto wiercenie otworu badawczego w złożu Bzie Dębina 1-Zachód, dwa lata później ruszyła budowa nowego szybu 1-Bzie (inwestycja została ukończona w 2019 roku). Ruch połączono z likwidowaną KWK Jastrzębie. KWK Jastrzębie-Bzie została otwarta w 2021 roku. Pierwsza ściana w kopalni została uruchomiona w marcu 2022 roku, a szacowane zasoby węgla sięgają 180 milionów ton. 1 stycznia 2023 zlikwidowano KWK Jastrzębie-Bzie, a Ruch Bzie włączono do KWK „Borynia-Zofiówka", pod nazwą: Kopalnia Węgla Kamiennego „Borynia-Zofiówka-Bzie”. Istniejąca wieża szybowa ma 34 metry wysokości, a średnica szybu Jan Paweł wynosi 8 metrów przy głębokości 1164 metrów.
Na koniec 2011 załoga kopalni liczyła 4025 pracowników.
W styczniu 2009 r. zakończyły się prace w „Przekopie do przyszłości” w wyniku których KWK „Borynia” i KWK „Zofiówka” zostały połączone podziemnym przekopem o długości 2600 m. Od stycznia 2011 kopalnie funkcjonują w ramach kopalni zespolonej KWK Borynia-Zofiówka. Drążony jest też przekop do kopalni Jas-Mos.
Integracja organizacyjna kopalń pozwala na uzyskanie efektów synergii w zakresie:
- lepszego wykorzystania złoża,
- lepszego wykorzystania majątku produkcyjnego,
- większych możliwości unifikacji maszyn, urządzeń i materiałów,
- możliwości koordynacji polityki zatrudnieniowej,
- możliwości wzajemnego wykorzystania dobrych rozwiązań projektowych oraz doświadczeń technicznych i organizacyjnych,
- optymalizacji zatrudnienia w zintegrowanych komórkach organizacyjnych.

Zintegrowanie systemów transportu urobku stwarza możliwość sterowania ilością
i strukturą urobku węgla kierowanego do procesu wzbogacania w poszczególnych Zakładach Przeróbki Mechanicznej Węgla, co umożliwi uzyskanie pożądanych parametrów węgla handlowego.
Wszystkie trzy zakłady kopalni są zabezpieczane przez Okręgową Stację Ratownictwa Górniczego w Wodzisławiu Śląskim.
Podstawowe dane na temat kopalni: 
| Kopalnia                                          | Wydobycie dobowe netto | Obszar górniczy | Zasoby operatywne | Typ produkowanego węgla | Okres funkcjonowania bez inwestycji strategicznych | Okres funkcjonowania przy realizacji inwestycji strategicznych |
| ------------------------------------------------- | ---------------------- | --------------- | ----------------- | ----------------------- | -------------------------------------------------- | -------------------------------------------------------------- |
| KWK Borynia-Zofiówka-Jastrzębie (Ruch Borynia)    | 8 000t/d               | 17,4 km²        | 32,6 mln ton      | 35.1, 35.2A, 35.2B      | do 2030                                            | do 2042                                                        |
| KWK Borynia-Zofiówka-Jastrzębie (Ruch Zofiówka)   | 7 000t/d               | 26,8 km²        | 93,7 mln ton      | 35.1                    | do 2021                                            | do 2051                                                        |
| KWK Borynia-Zofiówka-Jastrzębie (Ruch Jastrzębie) | 6 700 t/d              | 32,5 km²        | 30,2 mln ton      | 35.2B                   | do 2022                                            | do 2022                                                        |

## Historia
Kopalnia powstała z połączenia kilku zakładów. W pierwszym etapie 1 stycznia 2011 nastąpiło połączenie dwóch kopalni: Borynia i Zofiówka, wchodzących w skład Grupy JSW, w jeden podmiot o nazwie KWK Borynia-Zofiówka. Do KWK Borynia-Zofiówka dołączona została KWK Jas-Mos i do 31 grudnia 2019 roku kopalnia składała się z trzech ruchów: Borynia, Zofiówka i Jastrzębie (dawniej „Jas-Mos”). Kopalnia do 31 grudnia 2019 nosiła nazwę: Kopalnia Węgla Kamiennego Borynia-Zofiówka-Jastrzębie. Od 1 stycznia 2020 r. kopalnia stała się zakładem dwuruchowym i składa się 2 kopalni: Borynia i Zofiówka. W związku z powyższą zmianą zmieniono nazwę zakładu na KWK Borynia-Zofiówka. Wyłączony z zakładu Ruch Jastrzębie od 1 stycznia 2020 r. stał się częścią jednoruchowej KWK Jastrzębie-Bzie (do 31.12.2019 r. pod nazwą KWK „Bzie-Dębina w budowie”). 1 stycznia 2023 zlikwidowano KWK Jastrzębie-Bzie, Ruch Jastrzębie zlikwidowano, a Ruch Bzie włączono do KWK Borynia-Zofiówka, która funkcjonuje pod nazwą Kopalnia Węgla Kamiennego Borynia-Zofiówka-Bzie.